# Pingding
Pingding (平定县,  Píngdìng Xiàn) ist ein Kreis, der zum Verwaltungsgebiet der bezirksfreien Stadt Yangquan in der chinesischen Provinz Shanxi gehört. Pingding hat eine Fläche von 1.397 km² und zählt 306.228 Einwohner (Stand: Zensus 2020). Sein Hauptort ist die Großgemeinde Guanshan (冠山镇).